# Tunnel de Marseille
Der gemeinhin als Tunnel de Marseille bezeichnete Tunnel der Hochgeschwindigkeitsstrecke LGV Méditerranée nördlich der französischen Stadt Marseille besteht aus vier Einzelbauwerken. Dem Tunnel de Pennes-Mirabeau, der Überdeckung Bellepeire, dem eigentlichen Tunnel de Marseille und der Überdeckung Saint-André. Diese Bauwerke ergeben insgesamt eine Länge von 7864 m. Überdeckungen werden in offener Bauweise ausgeführt und später wieder verfüllt.
Mit einer Länge von 7.864 m ist er (Stand: 2012) der längste durchgehend auf französischem Boden liegende Tunnel.
Nach dem Tunnel erreicht die Strecke die Altstrecke Paris–Marseille, anschließend den Bahnhof Marseille-Saint-Charles. Die zulässige Höchstgeschwindigkeit liegt bei 160 km/h.